# Palacio de los Zambrana-Herrán
La casa principal del Palacio de los Zambrana-Herrán se sitúa en el núcleo urbano de Salinas de Añana (Provincia de Álava, España), a la altura del n.º 14 de la calle de la Carrera. Esta, la de San Juan y los pasajes que las unen con la de Cantarranas y la de Perruchico delimitan el solar en el que se asienta. Al noreste se abría una gran explanada que correspondía a la antigua plaza del mercado.
Se trata de un palacio del siglo XVII cuya traza culta (sólo comparable entre los edificios residenciales del pueblo con la del Palacio de los Ozpinas) destaca por su calidad compositiva en su entorno inmediato. Se comenzó a construir en 1695 por iniciativa de D. Pedro de Zambrana, según trazas de Phelipe del Castillo, y ejecutado por Mahias Castillo, Matheo del Río, Juan García Blanco, Santiago Lasecada y Pelayo Labin.

## Descripción
El edificio principal, de volumen cúbico, presenta cubierta a cuatro aguas coronada originariamente por una pequeña linterna central, hoy sustituida por una tosca buhardilla. Sus muros se levantan con mampostería de piedra y mortero de cal colmatando juntas, salvo en esquinales, impostas, cornisa bajo alero y recercos de vanos, con despiece de sillares. La piedra utilizada es una arenisca tostada de calidad media, probablemente (a falta de análisis petrográficos) extraída del lugar o de las canteras de Bergüenda, tal como refleja el contrato original.
Sus cuatro alzados responden básicamente a la misma composición de tres plantas marcadas por dos fajas lisas y rematadas por entablamento con "su arquitrabe, friso y cornisa conforme demuestra la traza de la horden toscana", como se especifica en la escritura de obligación de obra. Sobre éste se apoyan los canes del generoso alero, profusamente labrados en pecho de paloma, doble voluta con sogueado y basa, filete y gola. En los esquineros el cuarto bocel es sustituido por bellos rostros femeninos.
Los vanos se disponen alineados en todas ellas (con ligeras modificaciones en fachada suroeste) según tres ejes verticales. El central dispone en planta primera y segunda de ventanas levemente más esbeltas (cuyo dintel arranca a la altura donde acaba el recerco de los laterales), y de un portón central en la baja, jalonado por sendos ventanucos altos a ambos lados. Los laterales, en ese piso, son algo más reducidos, aunque mantienen la proporción y eje de los superiores. Se enmarcan todos (salvo el portón principal) mediante encintado liso continuo con orejas, rematados con un arco adintelado salvo en planta baja (con cargaderos de una pieza). Sus ventanas de dos hojas con cuarterones castellanos tienen en el segundo piso dos ventanucos superiores separados por un parteluz con recia ménsula de volutas y motivos vegetales sobre cornisa horizontal que combina fascias planas y cuarto bocel, todo ello probablemente en madera de nogal pintada. Algunas presentan ligeras variaciones compositivas. Las del salón noble introducen molduras curvas y remates en capilla que deben responder a una época algo posterior a la de construcción del palacio.
La planta noble se distingue por sus balcones volados (salvo en fachada suroeste) de la segunda, que presenta barandillas enrasadas con el paño de muro. Son nueve en total, conformados por una plataforma de hierro apoyada en palometas o cartelas de forja en número de seis en los coincidentes con los ejes principales y cuatro en los dos secundarios de los tres alzados en que aparecen. Como excepción, el alzado noreste, donde aparecen sólo cuatro cartelas colocadas irregularmente donde debieran existir seis, probablemente por alguna pérdida y refacción posterior. Estas ménsulas están formadas por recios barrotes en "S" con forma de doble capullo cerrado, acabados en volutas por sus extremos. Las barandillas de forja tienen balaustres cilíndricos lisos, salvo en las esquinas que recurren de nuevo a los motivos vegetales. Cinco anillos dispuestos regularmente acompañan la decoración del barrote. El pasamanos de chapa curvada y moldura se decora en los ángulos con bolas metálicas. En la parte inferior de la barandilla se coloca un faldoncillo de chapa recortada con adornos de flores y pequeños rectángulos.
El alzado noroeste, hacia la calle de la Carrera, destaca por su mayor riqueza decorativa. El portón de planta baja, de dimensiones similares al que debió existir hacia el noreste, está aquí recercado por doble moldura. La interior, plana, enmarca con dos listeles escalonados el vano. La exterior, de bocel y escocia, remarca las orejas en los vértices. La puerta, de nogal, alterna cuarterones rectangulares y cuadrados por filas, y es de una hoja menor centrada respecto al fijo. Dos escudos, cuidadosamente labrados con las armas de los Zambrana, se disponen a cada lado del balcón nobiliario.
La fachada noreste difiere de la anterior en que la puerta, actualmente tapiada y convertida en ventana, queda enmarcada como el resto de vanos por un sencillo listel plano con orejas. No presenta escudo alguno. Por lo demás, las proporciones, composición y ornamentos (incluso carpintería, aleros y barandillas de forja) son idénticos salvo por tener desplazado hacia la izquierda el eje central de huecos. Los pequeños vanos altos de la planta baja son aquí de menor entidad.
El alzado sureste coincide con los dos anteriores en dimensiones y trazas, salvo por el ancho del portón, que se ajusta al de las ventanas superiores. Pero, como en el noreste, todos los recercos son listeles sencillos y tampoco aparecen escudos. Presenta los ventanucos a ambos lados del vano central también en planta segunda, sin alinear con los inferiores y casi con seguridad abiertos posteriormente. También posterior es la huella que permanece de un mirador que existió en el balcón izquierdo del piso noble.
La fachada suroeste se corresponde en trazas y decoración con la noreste. Como aquella, presenta el eje central desplazado (en este caso hacia la derecha). Pero en ella se introdujeron algunas variantes compositivas. La puerta que da al huerto es, en este caso y como en fachada sureste, del ancho de las ventanas superiores, aunque sin ventanucos altos a los lados. Desaparecen las balconeras del eje izquierdo, en la zona de contacto con el edificio anexo n.º 12 (cuya huella de tejado y enlucidos aún pueden verse sobre la pared antes medianera, hasta la segunda imposta). En su lugar se dispone en planta primera un vano más pequeño, a menor altura que su simétrico y claramente desplazado hacia la izquierda respecto al eje del superior, aunque también encintado y con orejas, como ambos. En cuanto a la decoración, desaparecen los balcones de forja salientes de la planta noble, que en este sentido no se diferencia de la superior. La carpintería del vano central de aquella presenta también parteluz y cornisa superiores, que no aparecen, sin embargo, en el resto. Existe un tosco aseo en vuelo en esta fachada.
El interior se estructura en tres crujías en sentido paralelo a fachada principal, más estrecha la más alejada de ella, y otras tantas perpendiculares. La del eje central de entrada es más ancha para acoger el salón noble y el portal. Éste es un amplio zaguán con suelo de enmorrillado trazando motivos geométricos y jugando con dos tonos de guijos. A los lados da acceso a dos cuartos. De frente se abren dos vanos: el de la derecha una ventana interior con reja de forja, el de la izquierda una puerta que da acceso al espacio central, ocupado por una elegante escalera de tres tramos. Esta arranca con cómodos peldaños moldurados en piedra, que continúan con otros revestidos en baldosa cerámica a partir del primer piso. Tiene una magnífica barandilla de forja con balaustres de cinco macollas y forma de copa geminada, pasamanos de hierro y bolas doradas en los vértices. Un zócalo pintado (tal vez fruto de alguna redecoración decimonónica) la recorre en todo su desarrollo. Deja un hueco central que se ilumina cenitalmente desde el óculo de una bóveda vaída oblonga de ladrillo que remata el techo. Esta se apoya en cuatro pechinas con los arcos marcados por fajas, y doble cornisa. Desde el descansillo de entreplanta una escalera recta de un tramo conduce a las dependencias de servicio. La cocina, donde desemboca, presenta una campana de fábrica sobre la que se dispone un altillo de madera a modo de jaula para animales domésticos. Una mirilla permite la vista sobre la puerta de acceso a la caja de comunicaciones verticales. Destaca la sala con ingenuas pinturas murales de motivos geométricos y paisajísticos, posiblemente realizadas hacia finales del siglo XIX. La estructura lígnea parece ser la original, sin importantes reformas. No obstante, el penoso estado de ruina parcial que presenta la cubierta desde hace unos diez años está produciendo enormes daños y manchas de humedad.
La casa número 12 se adosa por el noreste al edificio antes descrito sin trabar sus muros con él. Tendría, por los mechinales que aparecen en la pared del palacio, piso bajo, primero y, posiblemente, desván bajo la cubierta a dos aguas, hoy derruidos. Su planta era rectangular.
Conserva dos de sus fachadas de mampostería concertada con juntas colmatadas de mortero de cal, y parte de la trasera. La que da a la calle de la Carrera tiene tres ejes verticales de vanos pequeños sin decoración, el central con portón ancho en planta baja (similar formalmente al del vecino Palacio de los Ozpinas), y se remata por cornisa de faja lisa sobre la que apoyaría el alero. Se continúa hacia el suroeste con un cuerpo más bajo y estrecho, en el cual se abre el arco doble (en muro exterior e interior de un pasadizo) que une las calles de Cantarranas y de la Carrera. Éste tiene también dos alturas, la superior volada por atrás, parcialmente de entramado de madera y relleno de ripio, raseada y apoyada en un pie derecho de madera. Presenta un vano pequeño en la primera hacia la calle principal y otro hacia la trasera. Su cubierta a dos aguas con cumbrera paralela a fachada aún se mantiene, aunque en mal estado.
Adosada al vértice este del palacio queda una pared (en la que se abre una puerta) con inclinación de cubierta a un agua, siguiendo la línea de su fachada sureste, y quizá la perpendicular a esta, hacia el sureste, ciega e integrada hoy en el cerramiento de la finca.
En el huerto se levanta una graciosa acequia con una fuente hoy deteriorada, pero antaño alimentada por algún manantial encauzado.